# Baba (Ecuador)
Baba ist eine Kleinstadt und die einzige Parroquia urbana im Kanton Baba der ecuadorianischen Provinz Los Ríos. Die Parroquia besitzt eine Fläche von 172,5 km². Beim Zensus 2010 betrug die Einwohnerzahl der Parroquia 18.843. Davon lebten 5368 Einwohner im urbanen Bereich von Baba.

## Lage
Die Parroquia Baba liegt in der Tiefebene westlich der Anden. Der Río Babahoyo fließt entlang der südlichen Verwaltungsgrenze nach Westen und entwässert dabei das Areal. Der Hauptort Baba liegt westlich des Río Arenal 16 km westnordwestlich der Provinzhauptstadt Babahoyo. Die Fernstraße E485 (Babahoyo–Daule) führt an Baba vorbei.
Die Parroquia Baba grenzt im Westen an die Provinz Guayas mit den Parroquias La Victoria, El Salitre und General Cornelio Vernaza (alle drei im Kanton Salitre), im Norden an die Parroquias Antonio Sotomayor (Kanton Vinces), Guare und Isla de Bejucal sowie im Osten an die Parroquia Pimocha (Kanton Babahoyo).

## Geschichte
Der Kanton Baba wurde am 12. Oktober 1858 gegründet. Damit wurde Baba als Parroquia urbana Sitz der Kantonsverwaltung.